# Československá hokejová reprezentace v sezóně 1928/1929
Československá hokejová reprezentace v sezóně 1928/1929 sehrála celkem 5 zápasů.

## Přehled mezistátních zápasů
| Pořadí | Datum          | Soupeř         | Výsledek                         | Soutěž                  | Místo utkání |
| ------ | -------------- | -------------- | -------------------------------- | ----------------------- | ------------ |
| 49.    | 20. ledna 1929 | Velká Británie | 6:2 (3:0, 2:0, 1:2)              | přátelsky               | Praha        |
| 50.    | 29. ledna 1929 | Německo        | 2:1 (1:0, 0:0, 1:1)              | Mistrovství Evropy 1929 | Budapešť     |
| 51.    | 30. ledna 1929 | Rakousko       | 3:1 (0:1, 1:0, 2:0)              | Mistrovství Evropy 1929 | Budapešť     |
| 52.    | 2. února 1929  | Itálie         | 1:0pp (0:0, 0:0, 0:0 – 0:0, 1:0) | Mistrovství Evropy 1929 | Budapešť     |
| 53.    | 3. února 1929  | Polsko         | 2:1pp (0:0, 0:0, 1:1 – 0:0, 1:0) | Mistrovství Evropy 1929 | Budapešť     |

## Bilance sezóny 1928/29
| Soupeř         | Zápasy | Výhry | Remízy | Prohry | Skóre |
| -------------- | ------ | ----- | ------ | ------ | ----- |
| Itálie         | 1      | 1     | 0      | 0      | 1:0   |
| Německo        | 1      | 1     | 0      | 0      | 2:1   |
| Polsko         | 1      | 1     | 0      | 0      | 2:1   |
| Rakousko       | 1      | 1     | 0      | 0      | 3:2   |
| Velká Británie | 1      | 1     | 0      | 0      | 6:2   |
| Celkem         | 5      | 5     | 0      | 0      | 14:6  |

## Další zápas reprezentace
| Datum         | Soupeř              | Výsledek             | Soutěž    | Místo utkání |
| 3. února 1929 | Ski Klub Bratislava | 21:1 (5:0, 9:0, 7:1) | přátelsky | Bratislava   |

## Přátelský mezistátní zápas
Československo –  Velká Británie	6:2 (3:0, 2:0, 1:2)
20. ledna 1929 (18:30) – Praha

Branky a nahrávky Československa: 1. Josef Maleček (Wolfgang Dorasil), 10. Wolfgang Dorasil (Josef Maleček), 13. Josef Maleček (Josef Šroubek), 22. Josef Maleček (Wolfgang Dorasil), 28. Wolfgang Dorasil (Josef Maleček), 33. Josef Maleček.

Branky Velké Británie: 39. Gray, 44. Ross Cuthbert.

Rozhodčí: Jaroslav Řezáč (TCH)

Vyloučení: 0:0
ČSR: Jan Peka – Josef Šroubek, Jaroslav Pušbauer – Wolfgang Dorasil, Josef Maleček, Karel Hromádka – Erwin Lichnofsky.
Velká Británie: Vic Gardiner – Victor Tait, H. Davis – Gray, George Holmes, Ross Cuthbert – Eric Carruthers, Hugo Bushell.

## Další zápas reprezentace
Československo –   Ski Klub Bratislava 21:1 (5:0, 9:0, 7:1)
3. února 1929 (20:00) – Bratislava

Branky Československa: 8x Josef Maleček, 3x Josef Šroubek, 3x Bohumil Steigenhöfer, 3x Wilhelm Heinz, 2x Karel Hromádka, 1x Jaroslav Pušbauer, 1x Hans Mattern.

Branka Bratislavy: Bončo.

Rozhodčí: Antonín Porges (TCH)
ČSR: Jaroslav Řezáč - Josef Šroubek, Jaroslav Pušbauer - Hans Mattern, Josef Maleček, Karel Hromádka -Wilhelm Heinz, Bohumil Steigenhöfer.
Ski Klub Bratislava: Pohorský - Valent, Szabó - Heck, Bončo, Gonda (Uher).